# Poljski kotari
Kotar ili okrug (polj. powiat) je druga razina upravnog ustroja Poljske, ispod vojvodstva (województwo), a iznad općine (gmina).
Kotarska prava stječu gradovi iznad 100 000 stanovnika, kao i gradovi koji su prestali biti sjedišta vojvodstava. Kotar obuhvaća područja većeg broja susjednih općina (zemljišni kotar) ili područje grada (grad s pravom kotara). Kotarski izvršni organi su vijeće i uprava općine. Trenutačno u Poljskoj ima 379 kotara, uključujući 314 zemljišnih kotara i 65 gradova s kotarskim pravom.